# Full Circle (Doctor Who rész)
A Full Circle a Doctor Who sorozat 111. része, amit 1980. október 25.-e és november 15.-e között adtak négy epizódban. Ebben a részben a Doktor átkerül egy párhuzamos univerzumba, amit E-térnek (exotér) hívnak. Továbbá ebben a részben jelenik meg először Matthew Waterhouse, mint Adric.

## Történet
A Doktor éppen Gallifrey-re akarna visszatérni, de egy hiba miatt a Tardis átkerül egy párhuzamos világegyetembe és az Alzarius bolygón landol. Egy csapat emberrel találkoznak, akik több generációval korábban kénszerleszállt, és kijavításra váró űrhajó lakosai. Az emberek éjszakára visszavonulnak az űrhajóba, főleg, amikor az ú.n. ködhullás idején a környező mocsarakból előmásznak a mocsárlakók. A Doktor hamarosan rájön, hogy az űrhajó lakosai nem is az eredeti legénység leszármazottjai...

## Epizódlista
| Epizódok sorszáma | Bemutató napja     | Hossza | Nézők száma (millió) |
| ----------------- | ------------------ | ------ | -------------------- |
| 1.                | 1980. október 25.  | 24:23  | 5,9                  |
| 2.                | 1980. november 1.  | 22:11  | 3,7                  |
| 3.                | 1980. november 8.  | 22:00  | 5,9                  |
| 4.                | 1980. november 15. | 24:16  | 5,5                  |

## Könyvkiadás
A könyvváltozatát 1982. szeptember 16.-n adta ki a Target könyvkiadó. Írta Andrew Smith.
A könyv elején megtudhatjuk, hogyan csapódott a Starliner az Alzarusba.

## Otthoni kiadás
- VHS-n 1997 októberében adták ki.
- DVD-n 2009. január 16.-n adták ki, az The E Space Trilogy című dobozban a State of Decay, és a Wariors' Gate részekkel.

### Fordítás
- Ez a szócikk részben vagy egészben  a   Full_Circle_(Doctor_Who) című angol Wikipédia-szócikk fordításán alapul.  Az eredeti cikk szerkesztőit annak laptörténete sorolja fel. Ez a jelzés csupán a megfogalmazás eredetét és a szerzői jogokat jelzi, nem szolgál a cikkben szereplő információk forrásmegjelöléseként.